# Raynald Denoueix
Raynald Denoueix est un footballeur et entraîneur français, né le 14 mai 1948 à Rouen.

## Biographie
Défenseur de devoir qui a effectué toute sa carrière de joueur au FC Nantes, Raynald Denoueix entame une carrière d'entraîneur à US Gétigné, puis revient à Nantes à la faveur de la nomination de Jean-Claude Suaudeau comme entraîneur. Denoueix prend donc en 1982 la tête du centre de formation, qui sous sa direction sort quelques futurs grands joueurs de l'équipe de France (notamment Marcel Desailly, Didier Deschamps, puis plus tard la génération des Christian Karembeu et Claude Makélélé)
À la suite du départ soudain de Jean-Claude Suaudeau à quelques jours du début de la saison 1997-1998, il devient l'entraîneur de l'équipe première. Après des premiers résultats mitigés, il remporte deux fois consécutivement la Coupe de France, et surtout le championnat en 2001, tout en perpétuant la tradition du beau jeu cher au public nantais. Mais quelques mois après le titre de champion, et malgré une brillante campagne en Ligue des Champions, il paye une série de mauvais résultats en championnat et se fait limoger. 
Il rebondit en 2002 en partant entraîner le club espagnol de la Real Sociedad. Pour sa première saison en Espagne, Denoueix passe très proche de l'exploit, la Real Sociedad parvenant à rivaliser sur la durée de la saison avec le prestigieux Real Madrid et ne cédant la première place du classement de la Liga qu'en toute fin de championnat. Mais sa seconde saison en Espagne est plus délicate : l'équipe peine à mener de front le championnat et la Ligue des Champions et Denoueix est limogé à l'issue de la saison 2003-2004 malgré un huitième de finale perdu contre l'Olympique lyonnais. 
Longtemps sans club malgré les nombreuses approches dont il fait régulièrement l'objet, Raynald Denoueix collabore en qualité de consultant avec Canal+, chaîne pour laquelle il commente notamment les rencontres du championnat espagnol et participe à l'émission du lundi, Les Spécialistes sur Canal+ Sport. Il commente le grand match de Ligue des champions ainsi que le Clasico diffusé sur Canal+ avec Christophe Josse. Il quitte la chaîne en 2011 pour des raisons personnelles.

## Carrière de joueur
- 1966-1979 :  FC Nantes[1]

## Carrière d'entraîneur
- 1979-1982 :  US Gétigné[2]
- 1982-1997 :  FC Nantes (centre de formation et réserve)
- 1997-2001 :  FC Nantes
- 2002-2004 :  Real Sociedad

## Palmarès de joueur
- Champion de France de football en 1973 et 1977 avec Nantes
- Vainqueur de la Coupe de France en 1979 avec le FC Nantes

## Palmarès d'entraîneur
- Vainqueur de la Coupe de France en 1999 et 2000 avec le FC Nantes
- Champion de France en 2001 avec le FC Nantes
- Vice-champion d'Espagne en 2003 avec la Real Sociedad
- Finaliste du championnat de France de division 3 en 1983 avec la réserve du FC Nantes (vainqueur du groupe Ouest)

- 2e phase de groupe de la Ligue des champions en 2002 (FC Nantes)
- Huitième-de-finaliste de la Ligue des champions en 2004 (Real Sociedad)

## Distinctions personnelles
- Prix Don Balón du meilleur entraîneur de la Liga : 2003.
- Prix UNFP du meilleur entraîneur de ligue 1 en 2001